# Kanistrum
Kanistrum (lat. Canistrum), biljni rod vazdazelenih trajnica iz porodice tamjanikovki. Pripada mu najmanje 13 priznatih vrsta iz dva podroda, po drugima 17. epifita raširenih po Južnoj Americi (istočni Brazil)

## Vrste
1. Canistrum ambiguum (Wand. & Leme) Wand. & B.A.Moreira

Subgenus Canistrum:
1. Canistrum aurantiacum E.Morren
2. Canistrum camacaense Martinelli & Leme
3. Canistrum guzmanioides Leme
4. Canistrum improcerum Leme & J.A.Siqueira
5. Canistrum lanigerum H.H.Luther & Leme
6. Canistrum sandrae Leme

Subgenus Cucullatanthus:
1. Canistrum alagoanum Leme & J.A.Siqueira
2. Canistrum auratum Leme
3. Canistrum fosterianum L.B.Sm.
4. Canistrum montanum Leme
5. Canistrum pickelii (A.Lima & L.B.Sm.) Leme & J.A.Siqueira
6. Canistrum seidelianum W.Weber
7. Canistrum triangulare L.B.Sm. & Reitz